# Liste des épisodes de la série Les Maîtres du mystère
 (avril 2024).
Cette liste regroupe les épisodes de la série Les Maîtres du Mystère, mais également les émissions de L'Heure du Mystère, Mystère-Mystère puis Les nouveaux Maîtres du Mystère. Les pièces antérieures à 1957 sont des épisodes des séries Le jeu du mystère et de l’aventure et Faits Divers.

## L'Heure du mystère,Mystère MystèreetLes mystères de l’été
| Émission              | Date de diffusion  | Jour     | Statut      | Auteur                                            | Titre                                                       | Auteur adapté                                    | Titre adapté                   | Notes                                               |
| --------------------- | ------------------ | -------- | ----------- | ------------------------------------------------- | ----------------------------------------------------------- | ------------------------------------------------ | ------------------------------ | --------------------------------------------------- |
| L’Heure du mystère    | 5 octobre 1965     | mardi    | 1re diff    | Georges-Gabriel Bomier / alias Georges Villemier  | Dose mortelle                                               |                                                  |                                |                                                     |
| L’Heure du mystère    | 12 octobre 1965    | mardi    | 1re diff    | Roger-Francis Didelot                             | Choc en retour                                              |                                                  |                                |                                                     |
| L’Heure du mystère    | 19 octobre 1965    | mardi    | 1re diff    | Jean-Pierre Ferrière                              | Cadavre en première vision                                  |                                                  |                                |                                                     |
| L’Heure du mystère    | 26 octobre 1965    | mardi    | 1re diff    | Jacques Fayet                                     | Poudre d’été                                                |                                                  |                                |                                                     |
| L’Heure du mystère    | 2 novembre 1965    | mardi    | 1re diff    | Alain Bernier & Roger Maridat                     | Un corps chasse l’autre                                     |                                                  |                                |                                                     |
| Mystère Mystère       | 9 novembre 1965    | mardi    | 1re diff    | Alain Franck / alias Franck Legris                | Une erreur de jeunesse                                      |                                                  |                                |                                                     |
| Mystère Mystère       | 16 novembre 1965   | mardi    | 1re diff    | Jeannine Raylambert                               | Dimanche mortel                                             |                                                  |                                |                                                     |
| Mystère Mystère       | 23 novembre 1965   | mardi    | 1re diff    | Charles Maître                                    | Intérêts et principal                                       |                                                  |                                |                                                     |
| Mystère Mystère       | 30 novembre 1965   | mardi    | 1re diff    | Jean Chatenet                                     | La clé sur la porte                                         |                                                  |                                |                                                     |
| Mystère Mystère       | 7 décembre 1965    | mardi    | 1re diff    | Jean Marcillac                                    | La seule issue                                              |                                                  |                                |                                                     |
| L’Heure du mystère    | 14 décembre 1965   | mardi    | 1re diff    | Jean-Pierre Ferrière                              | Une mesure pour le Diable                                   |                                                  |                                |                                                     |
| Faits divers          | 28 décembre 1965   | mardi    | Rediffusé   | Gilbert Sigaux                                    | Le passant de Saint-Sauveur                                 |                                                  |                                |                                                     |
| L’Heure du mystère    | 4 janvier 1966     | mardi    | 1re diff    | Louis C. Thomas                                   | Menaces de mort                                             |                                                  |                                |                                                     |
| Mystère Mystère       | 11 janvier 1966    | mardi    | 1re diff    | Alain Bernier & Roger Maridat                     | La victime n’a pas marché                                   |                                                  |                                |                                                     |
| L’Heure du mystère    | 18 janvier 1966    | mardi    | 1re diff    | Georges-Gabriel Bomier / alias Georges Villemier  | Mort au volant                                              |                                                  |                                |                                                     |
| Mystère Mystère       | 25 janvier 1966    | mardi    | 1re diff    | Charles Maître                                    | Histoire de cœur                                            |                                                  |                                |                                                     |
| L’Heure du mystère    | 1er février 1966   | mardi    | 1re diff    | Jacques Fayet                                     | Feu Ludovic                                                 |                                                  |                                |                                                     |
| Mystère Mystère       | 8 février 1966     | mardi    | 1re diff    | Alain Franck / alias Franck Legris                | La main lourde                                              |                                                  |                                |                                                     |
| Mystère Mystère       | 15 février 1966    | mardi    | 1re diff    | Claude Dufresne                                   | Cette bonne miss Brown                                      |                                                  |                                |                                                     |
| L’Heure du mystère    | 22 février 1966    | mardi    | 1re diff    | Roger Faller                                      | Un si léger sommeil                                         |                                                  |                                |                                                     |
| Mystère Mystère       | 1er mars 1966      | mardi    | 1re diff    | Jean Marcillac                                    | Le rendez-vous de Santa-Clara                               |                                                  |                                |                                                     |
| L’Heure du mystère    | 8 mars 1966        | mardi    | 1re diff    | Roger-Francis Didelot                             | Perdue pour perdue                                          |                                                  |                                |                                                     |
| Mystère Mystère       | 15 mars 1966       | mardi    | 1re diff    | Alain Franck / alias Franck Legris                | Sans haine et sans crainte                                  |                                                  |                                |                                                     |
| L’Heure du mystère    | 22 mars 1966       | mardi    | 1re diff    | Louis C. Thomas                                   | Le prix d’une mort[e]                                       |                                                  |                                |                                                     |
| Mystère Mystère       | 29 mars 1966       | mardi    | 1re diff    | Jean Chatenet                                     | La louve                                                    |                                                  |                                |                                                     |
| L’Heure du mystère    | 5 avril 1966       | mardi    | 1re diff    | Nicole Strauss                                    | Courte échelle                                              |                                                  |                                |                                                     |
| Mystère Mystère       | 12 avril 1966      | mardi    | 1re diff    | Jeannine Raylambert                               | Mauvaise rencontre                                          |                                                  |                                |                                                     |
| L’Heure du mystère    | 19 avril 1966      | mardi    | 1re diff    | Georges-Gabriel Bomier / alias Georges Villemier  | Liquidation de stock                                        |                                                  |                                |                                                     |
| Mystère Mystère       | 26 avril 1966      | mardi    | 1re diff    | Charles Maître                                    | Erreur sur la victime                                       |                                                  |                                |                                                     |
| L’Heure du mystère    | 3 mai 1966         | mardi    | 1re diff    | Louis C. Thomas                                   | Le loup dans la bergerie                                    |                                                  |                                |                                                     |
| Mystère Mystère       | 10 mai 1966        | mardi    | 1re diff    | Louis Rognoni                                     | À titre de provision                                        |                                                  |                                |                                                     |
| L’Heure du mystère    | 17 mai 1966        | mardi    |             |                                                   |                                                             |                                                  |                                |                                                     |
| Mystère Mystère       | 24 mai 1966        | mardi    | 1re diff    | Alain Franck / alias Franck Legris                | De l’eau sous les ponts                                     |                                                  |                                |                                                     |
| L’Heure du mystère    | 30 mai 1966        | mardi    | 1re diff    | Roger-Francis Didelot                             | L’enveloppe numéro 13                                       |                                                  |                                |                                                     |
| Mystère Mystère       | 7 juin 1966        | mardi    | 1re diff    | Philippe Derrez                                   | Pas de sursis pour Gracieux                                 |                                                  |                                |                                                     |
| L’Heure du mystère    | 14 juin 1966       | mardi    | 1re diff    | Jacques Fayet                                     | Antiquailles                                                |                                                  |                                |                                                     |
| Mystère Mystère       | 21 juin 1966       | mardi    | 1re diff    | Jean Marcillac                                    | Mort d’un gentleman                                         |                                                  |                                |                                                     |
| L’Heure du mystère    | 28 juin 1966       | mardi    | 1re diff    | Guy Rotter                                        | Duplicata                                                   |                                                  |                                |                                                     |
| L’Heure du mystère    | 5 juillet 1966     | mardi    | 1re diff    | Jean-Pierre Ferrière                              | L’ami d’enfance                                             |                                                  |                                |                                                     |
| Les mystères de l’été | 12 juillet 1966    | mardi    | Rediffusé   | Henry Grangé                                      | L’avocat du diable                                          |                                                  |                                | [Henri ?]                                           |
| Les mystères de l’été | 19 juillet 1966    | mardi    | Rediffusé   | Yannick Boisyvon                                  | Quand sonnera minuit                                        |                                                  |                                |                                                     |
| Les mystères de l’été | 26 juillet 1966    | mardi    |             |                                                   |                                                             |                                                  |                                |                                                     |
| Les mystères de l’été | 2 août 1966        | mardi    | Rediffusé   | Yves Jamiaque                                     | Petit agneau                                                |                                                  |                                |                                                     |
| Les mystères de l’été | 9 août 1966        | mardi    | Rediffusé   | Jean Cosmos                                       | La fine équipe                                              |                                                  |                                |                                                     |
| Les mystères de l’été | 16 août 1966       | mardi    | Rediffusé   | Hélène Misserly                                   | Le jeu de la vérité                                         |                                                  |                                |                                                     |
| Les mystères de l’été | 23 août 1966       | mardi    | Rediffusé   | Jean Chatenet                                     | Nocturne pour un pauvre diable                              |                                                  |                                |                                                     |
| Les mystères de l’été | 30 août 1966       | mardi    | Rediffusé   | Charles Maître                                    | Bridge à trois                                              |                                                  |                                |                                                     |
| Les mystères de l’été | 6 septembre 1966   | mardi    | Rediffusé   | Louis Rognoni                                     | Cette chère petite                                          |                                                  |                                |                                                     |
| Les mystères de l’été | 13 septembre 1966  | mardi    | Rediffusé   | Roger Richard                                     | De tous côtés                                               |                                                  |                                |                                                     |
| Les mystères de l’été | 20 septembre 1966  | mardi    | Rediffusé   | Alain Franck / alias Franck Legris                | La mort en ce dimanche                                      |                                                  |                                |                                                     |
| Les mystères de l’été | 27 septembre 1966  | mardi    | Rediffusé   | Louis C. Thomas                                   | À la vie à la mort                                          |                                                  |                                |                                                     |
| Mystère Mystère       | 4 octobre 1966     | mardi    | 1re diff    | Charles Maître                                    | Menace de mariage                                           |                                                  |                                |                                                     |
| L’Heure du mystère    | 11 octobre 1966    | mardi    | 1re diff    | Georges-Gabriel Bomier / alias Georges Villemier  | Un risque à courir                                          |                                                  |                                |                                                     |
| Mystère Mystère       | 18 octobre 1966    | mardi    | 1re diff    | Jean Marcillac                                    | Vingt ans de réclusion                                      |                                                  |                                |                                                     |
| L’Heure du mystère    | 25 octobre 1966    | mardi    | 1re diff    | Roger Faller                                      | Intérêt[s] composés                                         |                                                  |                                |                                                     |
| Mystère Mystère       | 1er novembre 1966  | mardi    | 1re diff    | Pierre Franck                                     | Marché de dupes                                             |                                                  |                                |                                                     |
| L’Heure du mystère    | 8 novembre 1966    | mardi    | 1re diff    | Louis C. Thomas                                   | Par un froid mortel                                         |                                                  |                                |                                                     |
| Mystère Mystère       | 15 novembre 1966   | mardi    | 1re diff    | Jeannine Raylambert                               | Tant que je vivrai                                          |                                                  |                                |                                                     |
| L’Heure du mystère    | 22 novembre 1966   | mardi    | 1re diff    | Roger-Francis Didelot                             | L’article 727                                               |                                                  |                                |                                                     |
| Mystère Mystère       | 29 novembre 1966   | mardi    | 1re diff    | Charles Maître                                    | Soupçons gratuits                                           |                                                  |                                |                                                     |
| L’Heure du mystère    | 6 décembre 1966    | mardi    | 1re diff    | Jean-Pierre Ferrière                              | Rupture                                                     |                                                  |                                |                                                     |
| Mystère Mystère       | 13 décembre 1966   | mardi    | 1re diff    | Alain Bernier & Roger Maridat                     | Crêpes et châtiments                                        |                                                  |                                |                                                     |
| L’Heure du mystère    | 20 décembre 1966   | mardi    | 1re diff    | Jacques Fayet                                     | La voûte cochère                                            |                                                  |                                |                                                     |
| Mystère Mystère       | 27 décembre 1966   | mardi    | 1re diff    | Alain Franck / alias Franck Legris                | Le commissaire fait parler la poudre                        |                                                  |                                |                                                     |
| L’Heure du mystère    | 3 janvier 1967     | mardi    | 1re diff    | Georges-Gabriel Bomier / alias Georges Villemier  | Sans témoin[s]                                              |                                                  |                                |                                                     |
| Mystère Mystère       | 10 janvier 1967    | mardi    | 1re diff    | Alain Bernier & Roger Maridat                     | Cadavre à domicile                                          |                                                  |                                |                                                     |
| L’Heure du mystère    | 17 janvier 1967    | mardi    | 1re diff    | Louis C. Thomas                                   | Trois balles au cœur                                        |                                                  |                                |                                                     |
| Mystère Mystère       | 24 janvier 1967    | mardi    | 1re diff    | Alain Franck / alias Franck Legris                | Pour un souvenir d’enfance                                  |                                                  |                                |                                                     |
| L’Heure du mystère    | 31 janvier 1967    | mardi    | 1re diff    | Roger Faller                                      | Pour cause d’alibi                                          |                                                  |                                |                                                     |
| Mystère Mystère       | 7 février 1967     | mardi    | 1re diff    | Charles Maître                                    | Le verre de l’amitié                                        |                                                  |                                |                                                     |
| L’Heure du mystère    | 14 février 1967    | mardi    | 1re diff    | Roger-Francis Didelot                             | Traitement de choc                                          |                                                  |                                |                                                     |
| Mystère Mystère       | 21 février 1967    | mardi    | 1re diff    | Louis Rognoni                                     | Partie civile                                               |                                                  |                                |                                                     |
| L’Heure du mystère    | 28 février 1967    | mardi    | 1re diff    | Georges-Gabriel Bomier / alias Georges Villemier  | Le coup de grâce                                            |                                                  |                                |                                                     |
| Mystère Mystère       | 7 mars 1967        | mardi    | 1re diff    | Jean Marcillac                                    | La mort dans l’ombre                                        |                                                  |                                |                                                     |
| L’Heure du mystère    | 14 mars 1967       | mardi    | 1re diff    | Louis C. Thomas                                   | Le défaut de la cuirasse                                    |                                                  |                                |                                                     |
| Mystère Mystère       | 21 mars 1967       | mardi    | 1re diff    | Charles Maître                                    | Grand-mère et les gangsters                                 |                                                  |                                |                                                     |
| L’Heure du mystère    | 28 mars 1967       | mardi    | 1re diff    | Roger-Francis Didelot                             | À petit feu                                                 |                                                  |                                |                                                     |
| Mystère Mystère       | 4 avril 1967       | mardi    | 1re diff    | Alain Franck / alias Franck Legris                | Toute la vérité                                             |                                                  |                                |                                                     |
| L’Heure du mystère    | 11 avril 1967      | mardi    | 1re diff    | Serge Petroff                                     | Cordon, s’il vous plaît                                     |                                                  |                                |                                                     |
| Mystère Mystère       | 18 avril 1967      | mardi    | 1re diff    | Claude Dufresne                                   | Qui a tué Barbara ?                                         |                                                  |                                |                                                     |
| L’Heure du mystère    | 25 avril 1967      | mardi    | 1re diff    | Jacques Fayet                                     | Mort sur le parvis                                          |                                                  |                                |                                                     |
| Mystère Mystère       | 2 mai 1967         | mardi    | 1re diff    | Jeannine Raylambert                               | Le pavé dans la mare                                        |                                                  |                                |                                                     |
| L’Heure du mystère    | 9 mai 1967         | mardi    | 1re diff    | Louis C. Thomas                                   | Un cadavre ne parle pas                                     |                                                  |                                |                                                     |
| L’Heure du mystère    | 23 mai 1967        | mardi    | 1re diff    | Henri Crespi                                      | Un tiercé mortel [Tiercé]                                   |                                                  |                                |                                                     |
| Mystère Mystère       | 30 mai 1967        | mardi    | 1re diff    | Charles Maître                                    | Le corps du délit                                           |                                                  |                                |                                                     |
| L’Heure du mystère    | 6 juin 1967        | mardi    | 1re diff    | Roger Faller                                      | Dans l’intérêt des familles                                 |                                                  |                                |                                                     |
| Mystère Mystère       | 13 juin 1967       | mardi    | 1re diff    | Alain Franck / alias Franck Legris                | Michel Castres a disparu                                    |                                                  |                                |                                                     |
| L’Heure du mystère    | 20 juin 1967       | mardi    | 1re diff    | Georges-Gabriel Bomier / alias Georges Villemier  | La rançon                                                   |                                                  |                                |                                                     |
| Mystère Mystère       | 27 juin 1967       | mardi    | 1re diff    | Jeannine Raylambert                               | Pâté d’alouette[s]                                          |                                                  |                                |                                                     |
| Mystère Mystère       | 4 juillet 1967     | mardi    | 1re diff    | Alain Bernier & Roger Maridat                     | Week-end mortel                                             |                                                  |                                |                                                     |
| Les mystères de l’été | 11 juillet 1967    | mardi    | Rediffusé   | Jean Cosmos                                       | Crêpe Suzette                                               | Fred Kassak                                      |                                |                                                     |
| Les mystères de l’été | 18 juillet 1967    | mardi    | Rediffusé   | Charles Maître                                    | Une si charmante soirée                                     |                                                  |                                |                                                     |
| Les mystères de l’été | 25 juillet 1967    | mardi    | Rediffusé   | Pierre Rolland                                    | Ali Baba ou les quarante voleurs exterminés par une esclave |                                                  |                                | in Les Contes des Mille et une nuits                |
| Les mystères de l’été | 1er août 1967      | mardi    | Rediffusé   | Jean Cosmos                                       | Mon ami Wolf                                                | Eugène Sue                                       |                                |                                                     |
| Les mystères de l’été | 8 août 1967        | mardi    | Rediffusé   | Alain Bernier & Roger Maridat                     | Chambre avec vue sur la mort                                |                                                  |                                | >> Au bout... la mort (1973) Crime à la clef (1979) |
| Les mystères de l’été | 15 août 1967       | mardi    | Rediffusé   | Jeannine Raylambert                               | Crêpe-dentelle                                              |                                                  |                                |                                                     |
| Les mystères de l’été | 22 août 1967       | mardi    | Rediffusé   | Alain Franck / alias Franck Legris                | Le pistolet de Senlis                                       |                                                  |                                |                                                     |
| Les mystères de l’été | 29 août 1967       | mardi    | Rediffusé   | Fred Kassak                                       | Vocalises                                                   |                                                  |                                |                                                     |
| Les mystères de l’été | 5 septembre 1967   | mardi    | Rediffusé   | Georges-Gabriel Bomier / alias Georges Villemier  | Marché en mains                                             |                                                  |                                |                                                     |
| Les mystères de l’été | 12 septembre 1967  | mardi    | Rediffusé   | Jean-Pierre Ferrière                              | Coup[s] de griffes                                          |                                                  |                                | >> Boulevard des stars (1980)                       |
| Les mystères de l’été | 19 septembre 1967  | mardi    | Rediffusé   | Louis Rognoni                                     | En désespoir de cause                                       |                                                  |                                |                                                     |
| Les mystères de l’été | 26 septembre 1967  | mardi    | Rediffusé   | Jean Cosmos                                       | La catastrophe de Mr Higginbotham                           | Nathaniel Hawthorne                              | Mr. Higginbotham's Catastrophe |                                                     |
| L’Heure du mystère    | 3 octobre 1967     | mardi    | 1re diff    | Roger-Francis Didelot                             | La dernière page                                            |                                                  |                                |                                                     |
| Mystère Mystère       | 10 octobre 1967    | mardi    | 1re diff    | Charles Maître                                    | Menace pour menace                                          |                                                  |                                |                                                     |
| L’Heure du mystère    | 17 octobre 1967    | mardi    | 1re diff    | Louis C. Thomas                                   | La Mort chasse à l’affût                                    |                                                  |                                |                                                     |
| Mystère Mystère       | 24 octobre 1967    | mardi    | 1re diff    | Jean Marcillac                                    | La chanson qui tue                                          |                                                  |                                |                                                     |
| L’Heure du mystère    | 31 octobre 1967    | mardi    | 1re diff    | Miklos Konkoly                                    | Sac postal [ou Le secrétaire idéal]                         | Henriette Mcclelland                             |                                | [Mac Clelland]                                      |
| Mystère Mystère       | 7 novembre 1967    | mardi    | 1re diff    | Alain Franck / alias Franck Legris                | L’autre                                                     |                                                  |                                |                                                     |
| L’Heure du mystère    | 14 novembre 1967   | mardi    | 1re diff    | Georges-Gabriel Bomier / alias Georges Villemier  | Ne pas faire suivre                                         |                                                  |                                |                                                     |
| Mystère Mystère       | 21 novembre 1967   | mardi    | 1re diff    | Charles Maître                                    | Le gosse aux yeux fous                                      |                                                  |                                |                                                     |
| L’Heure du mystère    | 28 novembre 1967   | mardi    | 1re diff    | Roger-Francis Didelot                             | Monsieur Martin ne veut voir personne                       |                                                  |                                |                                                     |
| Mystère Mystère       | 5 décembre 1967    | mardi    | 1re diff    | Alain Bernier & Roger Maridat                     | Sommeil sans fin                                            |                                                  |                                |                                                     |
| L’Heure du mystère    | 12 décembre 1967   | mardi    | 1re diff    | Henri Crespi                                      | La victime est au rendez-vous                               |                                                  |                                |                                                     |
| Mystère Mystère       | 19 décembre 1967   | mardi    | 1re diff    | Alain Franck / alias Franck Legris                | Maître Jasseron, notaire                                    |                                                  |                                |                                                     |
| L’Heure du mystère    | 26 décembre 1967   | mardi    | 1re diff    | Bernard Latour                                    | La cendrée de Vincennes                                     |                                                  |                                |                                                     |
| Mystère Mystère       | 2 janvier 1968     | mardi    | 1re diff    | Jeannine Raylambert                               | À dormir debout                                             |                                                  |                                |                                                     |
| L’Heure du mystère    | 9 janvier 1968     | mardi    | 1re diff    | Jacques Fayet                                     | Les murs ont des oreilles                                   |                                                  |                                |                                                     |
| Mystère Mystère       | 16 janvier 1968    | mardi    | 1re diff    | Claude Dufresne                                   | La poule aux œufs d’or - (1-2)                              |                                                  |                                |                                                     |
| L’Heure du mystère    | 23 janvier 1968    | mardi    | 1re diff    | Louis C. Thomas                                   | Un nuage de poudre [ou La poudre aux yeux]                  |                                                  |                                |                                                     |
| Mystère Mystère       | 30 janvier 1968    | mardi    | 1re diff    | Charles Maître                                    | Croqué sur le vif                                           |                                                  |                                |                                                     |
| L’Heure du mystère    | 6 février 1968     | mardi    | 1re diff    | Jean-Pierre Ferrière                              | Le plat qui se mange froid                                  |                                                  |                                |                                                     |
| Mystère Mystère       | 13 février 1968    | mardi    | 1re diff    | Louis Rognoni                                     | La réparation                                               |                                                  |                                | [Rognoni]                                           |
| L’Heure du mystère    | 20 février 1968    | mardi    | 1re diff    | Roger-Francis Didelot                             | La liste des victimes                                       |                                                  |                                |                                                     |
| Mystère Mystère       | 27 février 1968    | mardi    | 1re diff    | Alain Franck / alias Franck Legris                | Une si longue absence…                                      |                                                  |                                |                                                     |
| L’Heure du mystère    | 5 mars 1968        | mardi    | 1re diff    | Georges-Gabriel Bomier / alias Georges Villemier  | Eh bien ! Chantez maintenant !                              | Georges-Gabriel Bomier / alias Georges Villemier |                                |                                                     |
| Mystère Mystère       | 12 mars 1968       | mardi    | 1re diff    | Alain Bernier & Roger Maridat                     | Le passé antérieur                                          |                                                  |                                |                                                     |
| L’Heure du mystère    | 19 mars 1968       | mardi    | 1re diff    | Henri Crespi                                      | Coup de rouge                                               |                                                  |                                |                                                     |
| Mystère Mystère       | 26 mars 1968       | mardi    | 1re diff    | Charles Maître                                    | Par peur du scandale                                        |                                                  |                                |                                                     |
| L’Heure du mystère    | 2 avril 1968       | mardi    | 1re diff    | Louis C. Thomas                                   | Tuer n’est pas permis                                       |                                                  |                                |                                                     |
| Mystère Mystère       | 9 avril 1968       | mardi    | 1re diff    | Jean Marcillac                                    | La preuve                                                   |                                                  |                                |                                                     |
| L’Heure du mystère    | 16 avril 1968      | mardi    | 1re diff    | Bernard Latour                                    | La Stampe [le]                                              |                                                  |                                |                                                     |
| Mystère Mystère       | 23 avril 1968      | mardi    | 1re diff    | Jeannine Raylambert                               | Remise de peine                                             |                                                  |                                |                                                     |
| L’Heure du mystère    | 30 avril 1968      | mardi    | 1re diff    | Roger-Francis Didelot                             | Les suspects                                                |                                                  |                                |                                                     |
| Mystère Mystère       | 7 mai 1968         | mardi    | 1re diff    | Alain Bernier & Roger Maridat                     | L’échafaudage                                               |                                                  |                                |                                                     |
| L’Heure du mystère    | 14 mai 1968        | mardi    | 1re diff    | Louis C. Thomas                                   | La morte du 12                                              |                                                  |                                |                                                     |
| Mystère Mystère       | 25 juin 1968       | mardi    | 1re diff    | Louis Rognoni                                     | Carte noire                                                 |                                                  |                                |                                                     |
| L’Heure du mystère    | 2 juillet 1968     | mardi    | 1re diff    | Roger Faller                                      | Dernière solution : la mort                                 |                                                  |                                |                                                     |
| Mystère Mystère       | 9 juillet 1968     | mardi    | 1re diff    | Charles Maître                                    | Des yeux pour voir                                          |                                                  |                                |                                                     |
| Mystère Mystère       | 16 juillet 1968    | mardi    | 1re diff    | Alain Franck / alias Franck Legris                | Si c’était à refaire…                                       |                                                  |                                |                                                     |
| Les mystères de l’été | 23 juillet 1968    | mardi    | Rediffusé   | Jean Grimod                                       | La trappe                                                   |                                                  |                                |                                                     |
| Les mystères de l’été | 30 juillet 1968    | mardi    | Rediffusé   | Jean Chatenet                                     | Le Diable au coin du feu                                    |                                                  |                                |                                                     |
| Les mystères de l’été | 6 août 1968        | mardi    | Rediffusé   | Louis C. Thomas                                   | Le ridicule tue                                             |                                                  |                                |                                                     |
| Les mystères de l’été | 13 août 1968       | mardi    | Rediffusé   | Jeannine Raylambert                               | Au pied du mur                                              |                                                  |                                |                                                     |
| Les mystères de l’été | 20 août 1968       | mardi    | Rediffusé   | Georges-Gabriel Bomier / alias Georges Villemier  | La victime                                                  |                                                  |                                |                                                     |
| Les mystères de l’été | 27 août 1968       | mardi    | Rediffusé   | Charles Maître                                    | Aux yeux de la loi                                          |                                                  |                                |                                                     |
| Les mystères de l’été | 3 septembre 1968   | mardi    | Rediffusé   | Louis Rognoni                                     | Au premier de ces messieurs                                 |                                                  |                                |                                                     |
| Les mystères de l’été | 10 septembre 1968  | mardi    | Rediffusé   | Alain Franck / alias Franck Legris                | Tante Adrienne est morte                                    |                                                  |                                |                                                     |
| Les mystères de l’été | 17 septembre 1968  | mardi    | Rediffusé   | Roger Faller                                      | Délit de fuite                                              |                                                  |                                |                                                     |
| Les mystères de l’été | 24 septembre 1968  | mardi    | Rediffusé   | Jean Cosmos                                       | Le parloir                                                  |                                                  |                                |                                                     |
| L’Heure du mystère    | 1er octobre 1968   | mardi    | 1re diff    | Henri Crespi                                      | Cherchez la victime                                         |                                                  |                                |                                                     |
| Mystère Mystère       | 8 octobre 1968     | mardi    | 1re diff    | Charles Maître                                    | Le bateau de tante Agathe                                   |                                                  |                                |                                                     |
| L’Heure du mystère    | 15 octobre 1968    | mardi    | 1re diff    | Georges-Gabriel Bomier / alias Georges Villemier  | Erreur sur la personne                                      |                                                  |                                |                                                     |
| Mystère Mystère       | 22 octobre 1968    | mardi    | 1re diff    | Alain Franck / alias Franck Legris                | Première comparution                                        |                                                  |                                |                                                     |
| L’Heure du mystère    | 29 octobre 1968    | mardi    | 1re diff    | Jacques Fayet                                     | À votre santé, Julien                                       |                                                  |                                |                                                     |
| Mystère Mystère       | 5 novembre 1968    | mardi    | 1re diff    | Jean Chatenet                                     | Al Capone est mort dans son lit                             |                                                  |                                |                                                     |
| L’Heure du mystère    | 12 novembre 1968   | mardi    | 1re diff    | Bernard Latour                                    | Pas de vacances pour le commissaire                         |                                                  |                                |                                                     |
| Mystère Mystère       | 19 novembre 1968   | mardi    | 1re diff    | Jeannine Raylambert                               | Tout sucre et tout fiel                                     |                                                  |                                |                                                     |
| L’Heure du mystère    | 26 novembre 1968   | mardi    | 1re diff    | Louis C. Thomas                                   | Je suis un criminel                                         |                                                  |                                |                                                     |
| Mystère Mystère       | 3 décembre 1968    | mardi    | 1re diff    | Alain Bernier & Roger Maridat                     | Préméditation                                               |                                                  |                                |                                                     |
| L’Heure du mystère    | 10 décembre 1968   | mardi    | 1re diff    | Roger-Francis Didelot                             | Compartiment 7, coin fenêtre                                |                                                  |                                |                                                     |
| Mystère Mystère       | 17 décembre 1968   | mardi    | 1re diff    | Charles Maître                                    | Mensonge pour une nuit blanche                              |                                                  |                                |                                                     |
| L’Heure du mystère    | 7 janvier 1969     | mardi    | 1re diff    | Henri Crespi                                      | Un drôle de cinéma                                          |                                                  |                                |                                                     |
| Mystère Mystère       | 14 janvier 1969    | mardi    | 1re diff    | Jean Chatenet                                     | Et le loup sortit du bois                                   |                                                  |                                |                                                     |
| L’Heure du mystère    | 21 janvier 1969    | mardi    | 1re diff    | René Sussan                                       | Et que ça saute                                             |                                                  |                                | [2]                                                 |
| Mystère Mystère       | 28 janvier 1969    | mardi    | 1re diff    | Jean Marcillac                                    | L’araignée [La toile d’]                                    |                                                  |                                |                                                     |
| L’Heure du mystère    | 4 février 1969     | mardi    | 1re diff    | Roger-Francis Didelot                             | Monsieur « je ne sais pas »                                 |                                                  |                                |                                                     |
| Mystère Mystère       | 11 février 1969    | mardi    | 1re diff    | Charles Maître                                    | Les yeux dans les yeux                                      |                                                  |                                |                                                     |
| L’Heure du mystère    | 18 février 1969    | mardi    | 1re diff    | Louis C. Thomas                                   | La [belle] morte de l’Estérel                               |                                                  |                                |                                                     |
| Mystère Mystère       | 25 février 1969    | mardi    | 1re diff    | Jean Gastaut                                      | Le raccourci                                                |                                                  |                                |                                                     |
| L’Heure du mystère    | 4 mars 1969        | mardi    | 1re diff    | Henri Crespi                                      | Porte ouverte sur un meurtre                                |                                                  |                                |                                                     |
| Mystère Mystère       | 11 mars 1969       | mardi    | 1re diff    | Jeannine Raylambert                               | Sous pli discret                                            |                                                  |                                |                                                     |
| L’Heure du mystère    | 18 mars 1969       | mardi    | 1re diff    | Roger-Francis Didelot                             | Une praline pour le Diable                                  |                                                  |                                |                                                     |
| Mystère Mystère       | 25 mars 1969       | mardi    | 1re diff    | Charles Maître                                    | Instructions posthumes                                      |                                                  |                                |                                                     |
| L’Heure du mystère    | 1er avril 1969     | mardi    | 1re diff    | Serge Petroff                                     | Train-train                                                 |                                                  |                                |                                                     |
| Mystère Mystère       | 8 avril 1969       | mardi    | 1re diff    | Alain Bernier & Roger Maridat                     | La grande manœuvre                                          |                                                  |                                |                                                     |
| L’Heure du mystère    | 15 avril 1969      | mardi    | 1re diff    | Roger-Francis Didelot                             | Le club des repentis                                        |                                                  |                                |                                                     |
| Mystère Mystère       | 22 avril 1969      | mardi    | 1re diff    | Jean Marcillac                                    | Dix-huit mois à l’ombre                                     |                                                  |                                |                                                     |
| L’Heure du mystère    | 29 avril 1969      | mardi    | 1re diff    | Roger Faller                                      | Le pavé de l’ours                                           |                                                  |                                |                                                     |
| Mystère Mystère       | 6 mai 1969         | mardi    | 1re diff    | Charles Maître                                    | Un visiteur timide                                          |                                                  |                                |                                                     |
| L’Heure du mystère    | 13 mai 1969        | mardi    | 1re diff    | Henri Crespi                                      | Elle n’est pas morte à paris                                |                                                  |                                |                                                     |
| Mystère Mystère       | 20 mai 1969        | mardi    | 1re diff    | Louis Rognoni                                     | N’avouez jamais                                             |                                                  |                                |                                                     |
| L’Heure du mystère    | 27 mai 1969        | mardi    | 1re diff    | Miklos Konkoly                                    | Un chien mort                                               | Robert Twohg                                     |                                | [Twohy]                                             |
| Mystère Mystère       | 3 juin 1969        | mardi    | 1re diff    | Louis C. Thomas                                   | Le guêpier                                                  |                                                  |                                |                                                     |
| L’Heure du mystère    | 10 juin 1969       | mardi    | 1re diff    | Georges-Gabriel Bomier / alias Georges Villemier  | Contrôle de caisse                                          |                                                  |                                |                                                     |
| Mystère Mystère       | 17 juin 1969       | mardi    | 1re diff    | Jeannine Raylambert                               | Présumé coupable                                            |                                                  |                                |                                                     |
| L’Heure du mystère    | 24 juin 1969       | mardi    | 1re diff    | Jean-Pierre Ferrière                              | Les apprentis-sorciers                                      |                                                  |                                |                                                     |
| Les mystères de l’été | 1er juillet 1969   | mardi    | 1re diff    | Louis C. Thomas                                   | Question de vie ou de mort                                  |                                                  |                                |                                                     |
| Les mystères de l’été | 8 juillet 1969     | mardi    | 1re diff    | Pierre Frachet                                    | Dans un fauteuil                                            |                                                  |                                |                                                     |
| Les mystères de l’été | 15 juillet 1969    | mardi    | 1re diff    | Charles Maître                                    | Mémoire pour une double vie                                 |                                                  |                                |                                                     |
| Les mystères de l’été | 29 juillet 1969    | mardi    | 1re diff    | Louis Rognoni                                     | Les personnes de la famille                                 |                                                  |                                |                                                     |
| Les mystères de l’été | 5 août 1969        | mardi    | 1re diff    | Alain Franck / alias Franck Legris                | La maison du docteur                                        |                                                  |                                |                                                     |
| Les mystères de l’été | 12 août 1969       | mardi    | 1re diff    | Fred Kassak                                       | Le métier dans le sang                                      |                                                  |                                |                                                     |
| Les mystères de l’été | 19 août 1969       | mardi    | 1re diff    | Georges-Gabriel Bomier / alias Georges Villemier  | L’omission                                                  |                                                  |                                |                                                     |
| Les mystères de l’été | 26 août 1969       | mardi    | 1re diff    | Alain Bernier & Roger Maridat                     | La balle de match                                           |                                                  |                                |                                                     |
| L’Heure du mystère    | 2 septembre 1969   | mardi    | Rediffusé   | Roger-Francis Didelot                             | Monsieur Martin ne veut voir personne                       |                                                  |                                |                                                     |
| L’Heure du mystère    | 9 septembre 1969   | mardi    | Rediffusé   | Henri Crespi                                      | Un tiercé mortel [Tiercé]                                   |                                                  |                                |                                                     |
| L’Heure du mystère    | 16 septembre 1969  | mardi    | Rediffusé   | Roger-Francis Didelot                             | L’enveloppe numéro 13                                       |                                                  |                                |                                                     |
| Les mystères de l’été | 22 septembre 1969  | lundi    | 1re diff    | Jeannine Raylambert                               | Pauvre petite chérie                                        |                                                  |                                |                                                     |
| L’Heure du mystère    | 23 septembre 1969  | mardi    | Rediffusé   | Jean-Pierre Ferrière                              | Le plat qui se mange froid                                  |                                                  |                                |                                                     |
| Mystère Mystère       | 30 septembre 1969  | mardi    | 1re diff    | Louis C. Thomas                                   | Celle qu’on n’attendait plus                                |                                                  |                                |                                                     |
| Mystère Mystère       | 14 octobre 1969    | mardi    | 1re diff    | Charles Maître                                    | La vérité à bout portant                                    |                                                  |                                |                                                     |
| L’Heure du mystère    | 21 octobre 1969    | mardi    | 1re diff    | Roger-Francis Didelot                             | Le thé des dames en noir [des vieilles dames]               |                                                  |                                |                                                     |
| Mystère Mystère       | 28 octobre 1969    | mardi    | 1re diff    | Jean Marcillac                                    | Connais-tu le pays ?                                        |                                                  |                                |                                                     |
| L’Heure du mystère    | 4 novembre 1969    | mardi    | 1re diff    | Jacques Fayet                                     | Citron-pressé                                               |                                                  |                                |                                                     |
| Mystère Mystère       | 11 novembre 1969   | mardi    | 1re diff    | Jeannine Raylambert                               | L’instruction                                               |                                                  |                                |                                                     |
| L’Heure du mystère    | 18 novembre 1969   | mardi    | 1re diff    | Henri Crespi                                      | Un silence de mort                                          |                                                  |                                |                                                     |
| Mystère Mystère       | 25 novembre 1969   | mardi    | 1re diff    | Georges-Gabriel Bomier / alias Georges Villemier  | Dans la gueule du loup                                      |                                                  |                                |                                                     |
| L’Heure du mystère    | 2 décembre 1969    | mardi    | 1re diff    | Jean-Pierre Ferrière                              | Un très long voile de deuil                                 |                                                  |                                |                                                     |
| Mystère Mystère       | 9 décembre 1969    | mardi    | 1re diff    | Louis C. Thomas                                   | Qui veut la fin                                             |                                                  |                                |                                                     |
| L’Heure du mystère    | 16 décembre 1969   | mardi    | 1re diff    | Henri Crespi                                      | Un contrat très spécial                                     |                                                  |                                |                                                     |
| Mystère Mystère       | 23 décembre 1969   | mardi    | 1re diff    | Charles Maître                                    | Question de confiance                                       |                                                  |                                |                                                     |
| L’Heure du mystère    | 30 décembre 1969   | mardi    | 1re diff    | Bernard Latour                                    | À la fleur de coquelicot rouge                              |                                                  |                                |                                                     |
| Mystère Mystère       | 6 janvier 1970     | mardi    | 1re diff    | Fred Kassak                                       | La peau d’Anne                                              |                                                  |                                |                                                     |
| L’Heure du mystère    | 13 janvier 1970    | mardi    | 1re diff    | Roger-Francis Didelot                             | Plainte avant meurtre                                       |                                                  |                                |                                                     |
| Mystère Mystère       | 20 janvier 1970    | mardi    | 1re diff    | Jeannine Raylambert                               | La maldonne                                                 |                                                  |                                |                                                     |
| L’Heure du mystère    | 27 janvier 1970    | mardi    | 1re diff    | Miklos Konkoly                                    | Dans le bain                                                | Roger Faller                                     |                                |                                                     |
| Mystère Mystère       | 3 février 1970     | mardi    | 1re diff    | Charles Maître                                    | La cerise                                                   |                                                  |                                |                                                     |
| L’Heure du mystère    | 10 février 1970    | mardi    | 1re diff    | Roger-Francis Didelot                             | Un parfum d’inconnu                                         |                                                  |                                |                                                     |
| Mystère Mystère       | 17 février 1970    | mardi    | 1re diff    | Alain Bernier & Roger Maridat                     | Clefs en main[s]                                            |                                                  |                                |                                                     |
| L’Heure du mystère    | 24 février 1970    | mardi    | 1re diff    | Henri Crespi                                      | J’ai peur la nuit                                           |                                                  |                                |                                                     |
| Mystère Mystère       | 3 mars 1970        | mardi    | 1re diff    | Pierre Frachet                                    | Qui rira le dernier                                         |                                                  |                                |                                                     |
| L’Heure du mystère    | 10 mars 1970       | mardi    | 1re diff    | Roger Faller                                      | Une si [douce] drôle de femme                               |                                                  |                                |                                                     |
| Mystère Mystère       | 17 mars 1970       | mardi    | 1re diff    | Jean Marcillac                                    | La valise jaune                                             |                                                  |                                |                                                     |
| L’Heure du mystère    | 24 mars 1970       | mardi    | 1re diff    | Jean-Pierre Ferrière                              | Un frisson qui n’en finit pas                               |                                                  |                                |                                                     |
| Mystère Mystère       | 31 mars 1970       | mardi    | 1re diff    | Jean Chatenet                                     | La mort du pêcheur                                          |                                                  |                                |                                                     |
| Mystère Mystère       | 7 avril 1970       | mardi    | 1re diff    | Charles Maître                                    | Ève et les pommes                                           |                                                  |                                |                                                     |
| L’Heure du mystère    | 14 avril 1970      | mardi    | 1re diff    | Henri Crespi                                      | Une mort de trop                                            |                                                  |                                |                                                     |
| Mystère Mystère       | 21 avril 1970      | mardi    | 1re diff    | Louis C. Thomas                                   | Un amour de belle-mère                                      |                                                  |                                |                                                     |
| L’Heure du mystère    | 28 avril 1970      | mardi    | 1re diff    | Christiane Lamorlette                             | À travers la vitre                                          |                                                  |                                |                                                     |
| Mystère Mystère       | 5 mai 1970         | mardi    | 1re diff    | Jeannine Raylambert                               | Qui vient de loin…                                          |                                                  |                                |                                                     |
| L’Heure du mystère    | 12 mai 1970        | mardi    | 1re diff    | Roger-Francis Didelot                             | Sous-sol                                                    |                                                  |                                |                                                     |
| Mystère Mystère       | 19 mai 1970        | mardi    | 1re diff    | Henri Kubnick                                     | Feu à volonté                                               |                                                  |                                |                                                     |
| L’Heure du mystère    | 26 mai 1970        | mardi    | 1re diff    | Jean-Pierre Ferrière                              | Vénéneuses                                                  |                                                  |                                |                                                     |
| Mystère Mystère       | 2 juin 1970        | mardi    | 1re diff    | Charles Maître                                    | Un pistolet pour deux                                       |                                                  |                                |                                                     |
| L’Heure du mystère    | 9 juin 1970        | mardi    | 1re diff    | Jacques Fayet                                     | L’œuf dur                                                   |                                                  |                                |                                                     |
| Mystère Mystère       | 16 juin 1970       | mardi    | 1re diff    | Louis C. Thomas                                   | La visite imprévue                                          |                                                  |                                |                                                     |
| L’Heure du mystère    | 23 juin 1970       | mardi    | 1re diff    | Bernard Latour                                    | Fallait-il qu’il t’aime [que je]                            |                                                  |                                |                                                     |
| L’Heure du mystère    | 30 juin 1970       | mardi    | 1re diff    | Henri Crespi                                      | Rien que la vérité                                          |                                                  |                                |                                                     |
| Les mystères de l’été | 7 juillet 1970     | mardi    | 1re diff    | Fred Kassak                                       | La puce                                                     |                                                  |                                |                                                     |
| Les mystères de l’été | 14 juillet 1970    | mardi    | 1re diff    | Charles Maître                                    | La poire de juillet                                         |                                                  |                                |                                                     |
| Les mystères de l’été | 21 juillet 1970    | mardi    | 1re diff    | Jeannine Raylambert                               | Le crime d’une nuit d’été                                   |                                                  |                                |                                                     |
| Les mystères de l’été | 28 juillet 1970    | mardi    | 1re diff    | Louis C. Thomas                                   | Puisque Marcel est mort                                     |                                                  |                                |                                                     |
| Les mystères de l’été | 4 août 1970        | mardi    | 1re diff    | Georges-Gabriel Bomier / alias Georges Villemier  | Le beau rôle                                                |                                                  |                                | [1]                                                 |
| Les mystères de l’été | 11 août 1970       | mardi    | 1re diff    | Alain Franck / alias Franck Legris                | Vitesse limitée                                             |                                                  |                                |                                                     |
| Les mystères de l’été | 18 août 1970       | mardi    | 1re diff    | Jean Cosmos                                       | Bonsoir Léon                                                |                                                  |                                |                                                     |
| Les mystères de l’été | 25 août 1970       | mardi    | 1re diff    | Pierre Frachet                                    | Au four et au moulin                                        |                                                  |                                |                                                     |
| Les mystères de l’été | 1er septembre 1970 | mardi    | 1re diff    | Alain Bernier & Roger Maridat                     | Mortel chagrin                                              |                                                  |                                |                                                     |
| Les mystères de l’été | 8 septembre 1970   | mardi    | 1re diff    | Louis Rognoni                                     | Le secret de la défense                                     |                                                  |                                |                                                     |
| Les mystères de l’été | 15 septembre 1970  | mardi    | 1re diff    | Alain Franck / alias Franck Legris                | Faire part à deux                                           |                                                  |                                |                                                     |
| L’Heure du mystère    | 22 septembre 1970  | mardi    | 1re diff    | Jean-Pierre Ferrière                              | L’araignée vénéneuse                                        |                                                  |                                |                                                     |
| Mystère Mystère       | 29 septembre 1970  | mardi    | 1re diff    | Jean Chatenet                                     | La Parque blême                                             |                                                  |                                |                                                     |
| Mystère Mystère       | 6 octobre 1970     | mardi    | 1re diff    | Jeannine Raylambert                               | La réparation                                               |                                                  |                                | [Raylambert]                                        |
| L’Heure du mystère    | 13 octobre 1970    | mardi    | 1re diff    | Roger-Francis Didelot                             | Rien de nouveau pour le PDG [Rien ne va plus pour le PDG]   |                                                  |                                |                                                     |
| Mystère Mystère       | 20 octobre 1970    | mardi    | 1re diff    | Jean Marcillac                                    | Une longue nuit                                             |                                                  |                                |                                                     |
| L’Heure du mystère    | 27 octobre 1970    | mardi    | 1re diff    | Jean-Pierre Ferrière                              | La gare                                                     |                                                  |                                |                                                     |
| Mystère Mystère       | 3 novembre 1970    | mardi    | 1re diff    | Henri Kubnick                                     | La machination                                              |                                                  |                                |                                                     |
| Mystère Mystère       | 17 novembre 1970   | mardi    | 1re diff    | Charles Maître                                    | Un homme de cœur                                            |                                                  |                                |                                                     |
| L’Heure du mystère    | 24 novembre 1970   | mardi    | 1re diff    | Bernard Latour                                    | Le cerf lève le change                                      |                                                  |                                |                                                     |
| Mystère Mystère       | 1er décembre 1970  | mardi    | 1re diff    | Louis C. Thomas                                   | L’autre bout du fil                                         |                                                  |                                |                                                     |
| L’Heure du mystère    | 8 décembre 1970    | mardi    | 1re diff    | Henri Crespi                                      | Il est mort                                                 |                                                  |                                | [8-12-68]                                           |
| Mystère Mystère       | 15 décembre 1970   | mardi    | 1re diff    | Georges-Gabriel Bomier / alias Georges Villemier  | La mort est injuste                                         |                                                  |                                |                                                     |
| L’Heure du mystère    | 22 décembre 1970   | mardi    | 1re diff    | Roger Faller                                      | Incident de parcours                                        |                                                  |                                |                                                     |
| L’Heure du mystère    | 29 décembre 1970   | mardi    | 1re diff    | Bernard Latour                                    | Fausse note                                                 |                                                  |                                |                                                     |
| Mystère Mystère       | 5 janvier 1971     | mardi    | 1re diff    | Jeannine Raylambert                               | Meurtre après inventaire                                    |                                                  |                                |                                                     |
| L’Heure du mystère    | 12 janvier 1971    | mardi    | 1re diff    | Roger-Francis Didelot                             | Pas un mot de plus [ou lequel des trois]                    |                                                  |                                |                                                     |
| Mystère Mystère       | 19 janvier 1971    | mardi    | 1re diff    | Henri Kubnick                                     | L’immortelle                                                |                                                  |                                |                                                     |
| L’Heure du mystère    | 26 janvier 1971    | mardi    | 1re diff    | Jean-Pierre Ferrière                              | L’image d’Épinal                                            |                                                  |                                |                                                     |
| Mystère Mystère       | 2 février 1971     | mardi    | 1re diff    | Charles Maître                                    | La grande question                                          |                                                  |                                |                                                     |
| L’Heure du mystère    | 9 février 1971     | mardi    | Indéterminé |                                                   | Un quart d’heure pour l’hoste                               |                                                  |                                | date hypothétique                                   |
| Mystère Mystère       | 16 février 1971    | mardi    | 1re diff    | Louis C. Thomas                                   | La chute                                                    |                                                  |                                |                                                     |
| L’Heure du mystère    | 23 février 1971    | mardi    | 1re diff    | Jacques Fayet                                     | La clef sans peine...                                       |                                                  |                                |                                                     |
| Mystère Mystère       | 2 mars 1971        | mardi    | 1re diff    | Alain Bernier & Roger Maridat                     | Un joli monsieur                                            |                                                  |                                |                                                     |
| L’Heure du mystère    | 9 mars 1971        | mardi    | 1re diff    | Roger-Francis Didelot                             | Un oiseau pour le chat                                      |                                                  |                                |                                                     |
| Mystère Mystère       | 16 mars 1971       | mardi    | 1re diff    | Alain Franck / alias Franck Legris                | Avez-vous un chat, Monsieur le Commissaire ?                |                                                  |                                |                                                     |
| L’Heure du mystère    | 23 mars 1971       | mardi    | 1re diff    | Henri Crespi                                      | Mort pour rien                                              |                                                  |                                |                                                     |
| Mystère Mystère       | 30 mars 1971       | mardi    | 1re diff    | Louis Rognoni                                     | L’affreux                                                   |                                                  |                                |                                                     |
| Mystère Mystère       | 6 avril 1971       | mardi    | 1re diff    | Fred Kassak                                       | Vendu occupé                                                |                                                  |                                |                                                     |
| L’Heure du mystère    | 13 avril 1971      | mardi    | 1re diff    | Jean Gastaut                                      | Feu de cheminée                                             |                                                  |                                |                                                     |
| Mystère Mystère       | 20 avril 1971      | mardi    | 1re diff    | Jeannine Raylambert                               | Pardonnez-moi, docteur                                      |                                                  |                                |                                                     |
| L’Heure du mystère    | 27 avril 1971      | mardi    | 1re diff    | Jean-Pierre Ferrière                              | La petite Agnès [est morte !]                               |                                                  |                                |                                                     |
| Mystère Mystère       | 4 mai 1971         | mardi    | 1re diff    | Henri Kubnick                                     | La ceinture de sécurité                                     |                                                  |                                |                                                     |
| L’Heure du mystère    | 11 mai 1971        | mardi    | 1re diff    | Roger-Francis Didelot                             | Viager à perpétuité                                         |                                                  |                                |                                                     |
| Mystère Mystère       | 18 mai 1971        | mardi    | 1re diff    | Charles Maître                                    | Affaires privées                                            |                                                  |                                |                                                     |
| L’Heure du mystère    | 25 mai 1971        | mardi    | 1re diff    | Roger Faller                                      | Le mauvais bain                                             |                                                  |                                |                                                     |
| Mystère Mystère       | 1er juin 1971      | mardi    | 1re diff    | Georges-Gabriel Bomier / alias Georges Villemier  | Retour de manivelle                                         |                                                  |                                |                                                     |
| L’Heure du mystère    | 8 juin 1971        | mardi    | 1re diff    |                                                   | La confession                                               |                                                  |                                |                                                     |
| Mystère Mystère       | 15 juin 1971       | mardi    | 1re diff    | Pierre Boileau & Thomas Narcejac                  | Le dernier mot                                              |                                                  |                                |                                                     |
| L’Heure du mystère    | 22 juin 1971       | mardi    | 1re diff    | Jacques Fayet                                     | Une maison au fond d’un jardin                              |                                                  |                                |                                                     |
| L’Heure du mystère    | 29 juin 1971       | mardi    | 1re diff    | Bernard Latour                                    | Entre deux eaux                                             |                                                  |                                | [30.04.71]                                          |
| Les mystères de l’été | 6 juillet 1971     | mardi    | 1re diff    | Louis Rognoni                                     | La convocation                                              |                                                  |                                |                                                     |
| Les mystères de l’été | 13 juillet 1971    | mardi    | 1re diff    | Louis C. Thomas                                   | Sa dernière chance                                          |                                                  |                                |                                                     |
| Les mystères de l’été | 20 juillet 1971    | mardi    | 1re diff    | Pierre Frachet                                    | Décidément, on ne peut plus avoir confiance en personne     |                                                  |                                |                                                     |
| Les mystères de l’été | 27 juillet 1971    | mardi    | 1re diff    | Charles Maître                                    | Le petit prof                                               |                                                  |                                |                                                     |
| Les mystères de l’été | 3 août 1971        | mardi    | 1re diff    | Fred Kassak                                       | Contrainte par corps                                        | Fred Kassak                                      |                                |                                                     |
| Les mystères de l’été | 10 août 1971       | mardi    | 1re diff    | Jeannine Raylambert                               | En cas d’accident                                           |                                                  |                                |                                                     |
| Les mystères de l’été | 17 août 1971       | mardi    | 1re diff    | Alain Franck / alias Franck Legris                | Le fils                                                     |                                                  |                                |                                                     |
| Les mystères de l’été | 24 août 1971       | mardi    | 1re diff    | Louis Rognoni                                     | Sinistre alibi                                              |                                                  |                                |                                                     |
| Les mystères de l’été | 31 août 1971       | mardi    | 1re diff    | Pierre Frachet                                    | Mort de vingt-et-un cyclistes                               |                                                  |                                |                                                     |
| Les mystères de l’été | 7 septembre 1971   | mardi    | 1re diff    | Alain Franck / alias Franck Legris                | Dans le jardin sous la pluie                                |                                                  |                                |                                                     |
| Les mystères de l’été | 14 septembre 1971  | mardi    | 1re diff    | Alain Bernier & Roger Maridat                     | Ma chère belle sœur                                         |                                                  |                                |                                                     |
| Les mystères de l’été | 21 septembre 1971  | mardi    | 1re diff    | Georges-Gabriel Bomier / alias Georges Villemier  | Jusqu’à la mort inclusivement                               |                                                  |                                |                                                     |
| Les mystères de l’été | 28 septembre 1971  | mardi    | 1re diff    | Alain Franck / alias Franck Legris                | Le cache cœur                                               |                                                  |                                |                                                     |
| Mystère Mystère       | 5 octobre 1971     | mardi    | 1re diff    | Charles Maître                                    | Le moindre mal                                              |                                                  |                                |                                                     |
| L’Heure du mystère    | 12 octobre 1971    | mardi    | 1re diff    | Georges Vittel / pseudo de Georges-Claude Perrier | Perte de mémoire                                            |                                                  |                                |                                                     |
| Mystère Mystère       | 19 octobre 1971    | mardi    | 1re diff    | Jean Marcillac                                    | Un peu de sérieux, monsieur Reeves !…                       |                                                  |                                |                                                     |
| L’Heure du mystère    | 26 octobre 1971    | mardi    | 1re diff    | Henri Crespi                                      | Rendez-vous à 7h30 dans un bar [tranquille]                 |                                                  |                                |                                                     |
| Mystère Mystère       | 2 novembre 1971    | mardi    | 1re diff    | Jeannine Raylambert                               | Une méchante affaire                                        |                                                  |                                |                                                     |
| L’Heure du mystère    | 9 novembre 1971    | mardi    | 1re diff    | Jean Volmier / pseudo de Roger Ormillien          | Personne à l’arrivée du train                               |                                                  |                                |                                                     |
| Mystère Mystère       | 16 novembre 1971   | mardi    | 1re diff    | Louis C. Thomas                                   | Partie remise                                               |                                                  |                                |                                                     |
| L’Heure du mystère    | 23 novembre 1971   | mardi    | 1re diff    | Jean-Pierre Ferrière                              | La main morte                                               |                                                  |                                |                                                     |
| Mystère Mystère       | 30 novembre 1971   | mardi    | 1re diff    | Alain Franck / alias Franck Legris                | L’homme fini                                                |                                                  |                                |                                                     |
| Mystère Mystère       | 7 décembre 1971    | mardi    | 1re diff    | Charles Maître                                    | Succession bidon                                            |                                                  |                                |                                                     |
| L’Heure du mystère    | 14 décembre 1971   | mardi    | 1re diff    | Jean-Pierre Ferrière                              | Les roses jaunes                                            |                                                  |                                |                                                     |
| Mystère Mystère       | 21 décembre 1971   | mardi    | 1re diff    | Jeannine Raylambert                               | Le cordon bleu                                              |                                                  |                                |                                                     |
| L’Heure du mystère    | 28 décembre 1971   | mardi    | 1re diff    | Bernard Latour                                    | Inch’allah                                                  |                                                  |                                |                                                     |
| Mystère Mystère       | 4 janvier 1972     | mardi    | 1re diff    | Jean Marcillac                                    | La dette                                                    |                                                  |                                |                                                     |
| L’Heure du mystère    | 11 janvier 1972    | mardi    | 1re diff    | Roger Faller                                      | Le passage du bac                                           |                                                  |                                |                                                     |
| Mystère Mystère       | 18 janvier 1972    | mardi    | 1re diff    | Alain Franck / alias Franck Legris                | Le maître de Brackley Hills                                 |                                                  |                                |                                                     |
| L’Heure du mystère    | 25 janvier 1972    | mardi    | 1re diff    | Jean-Pierre Ferrière                              | La demoiselle de compagnie                                  |                                                  |                                |                                                     |
| Mystère Mystère       | 1er février 1972   | mardi    | 1re diff    | Jeannine Raylambert                               | La mort du père                                             |                                                  |                                |                                                     |
| L’Heure du mystère    | 8 février 1972     | mardi    | 1re diff    | Henri Crespi                                      | Un bon petit hôtel                                          |                                                  |                                |                                                     |
| Mystère Mystère       | 15 février 1972    | mardi    | 1re diff    | Alain Bernier & Roger Maridat                     | Une amie d’enfance                                          |                                                  |                                |                                                     |
| L’Heure du mystère    | 22 février 1972    | mardi    | 1re diff    | Georges Vittel / pseudo de Georges-Claude Perrier | Le tiercé de la mort                                        |                                                  |                                |                                                     |
| L’Heure du mystère    | 29 février 1972    | mardi    | 1re diff    | Jean Volmier / pseudo de Roger Ormillien          | Rien d’autre à signaler                                     |                                                  |                                |                                                     |
| Mystère Mystère       | 7 mars 1972        | mardi    | 1re diff    | Louis C. Thomas                                   | Dépression                                                  |                                                  |                                |                                                     |
| L’Heure du mystère    | 14 mars 1972       | mardi    | 1re diff    | Bernard Latour                                    | Double circuit                                              |                                                  |                                |                                                     |
| Mystère Mystère       | 21 mars 1972       | mardi    | 1re diff    | Charles Maître                                    | Névrose                                                     |                                                  |                                |                                                     |
| L’Heure du mystère    | 28 mars 1972       | mardi    | 1re diff    | Roger Faller                                      | La personne en question                                     |                                                  |                                |                                                     |
| Mystère Mystère       | 4 avril 1972       | mardi    | 1re diff    | Rodolphe-Maurice Arlaud                           | L’anniversaire                                              |                                                  |                                |                                                     |
| L’Heure du mystère    | 11 avril 1972      | mardi    | 1re diff    |                                                   | Pauvre petite chérie                                        |                                                  |                                | date hypothétique [2e version]                      |
| Mystère Mystère       | 18 avril 1972      | mardi    | 1re diff    | Roger-Francis Didelot                             | La vérité vraie                                             |                                                  |                                |                                                     |
| L’Heure du mystère    | 25 avril 1972      | mardi    | 1re diff    | Miklos Konkoly                                    | L’assassin est parmi nous                                   | Alex Atkinson [sic]                              |                                |                                                     |
| Mystère Mystère       | 2 mai 1972         | mardi    | 1re diff    | Pierre Frachet                                    | Mon cadavre sur un plateau                                  |                                                  |                                |                                                     |
| L’Heure du mystère    | 9 mai 1972         | mardi    | 1re diff    | Jacques Fayet                                     | Refroidissement                                             |                                                  |                                |                                                     |
| Mystère Mystère       | 16 mai 1972        | mardi    | 1re diff    | Jeannine Raylambert                               | Les mains propres                                           |                                                  |                                |                                                     |
| L’Heure du mystère    | 23 mai 1972        | mardi    | 1re diff    | Bernard Latour                                    | Le biscuit est indigeste                                    |                                                  |                                |                                                     |
| L’Heure du mystère    | 30 mai 1972        | mardi    | 1re diff    | Nicole Parrot                                     | La mallette                                                 |                                                  |                                | [Nicole-Marie]                                      |
| Mystère Mystère       | 6 juin 1972        | mardi    | 1re diff    | Louis C. Thomas                                   | Mauvaise conduite                                           |                                                  |                                | [2e version]                                        |
| L’Heure du mystère    | 13 juin 1972       | mardi    | 1re diff    | Jean-Pierre Ferrière                              | Boomerang                                                   |                                                  |                                | [2e ?]                                              |
| Mystère Mystère       | 20 juin 1972       | mardi    | 1re diff    | Fred Kassak                                       | Tendres aveux                                               |                                                  |                                |                                                     |
| L’Heure du mystère    | 27 juin 1972       | mardi    | 1re diff    | Jean Volmier / pseudo de Roger Ormillien          | Meurtre dans un parking                                     |                                                  |                                |                                                     |
| L’Heure du mystère    | 4 juillet 1972     | mardi    | Rediffusé   | Jacques Fayet                                     | Citron-pressé                                               |                                                  |                                |                                                     |
| L’Heure du mystère    | 11 juillet 1972    | mardi    | Rediffusé   | Jean-Pierre Ferrière                              | Boomerang                                                   |                                                  |                                | [2e ?]                                              |
| Les mystères de l’été | 1er août 1972      | mardi    | 1re diff    | Charles Maître                                    | L’enfer au soleil                                           |                                                  |                                |                                                     |
| Les mystères de l’été | 15 août 1972       | mardi    | 1re diff    | Jeannine Raylambert                               | La petite sœur                                              |                                                  |                                |                                                     |
| Les mystères de l’été | 22 août 1972       | mardi    | 1re diff    | Louis C. Thomas                                   | Le ver dans le fruit                                        |                                                  |                                |                                                     |
| Les mystères de l’été | 29 août 1972       | mardi    | 1re diff    | Fred Kassak                                       | La mort madame                                              |                                                  |                                |                                                     |
| Les mystères de l’été | 5 septembre 1972   | mardi    | 1re diff    | Rodolphe-Maurice Arlaud                           | Oncle Mike est arrivé                                       |                                                  |                                |                                                     |
| Les mystères de l’été | 12 septembre 1972  | mardi    | 1re diff    | Pierre Frachet                                    | Entre deux gendarmes il faut choisir le moindre             |                                                  |                                |                                                     |
| Les mystères de l’été | 19 septembre 1972  | mardi    | 1re diff    | Alain Franck / alias Franck Legris                | Tête à tête                                                 |                                                  |                                |                                                     |
| Les mystères de l’été | 26 septembre 1972  | mardi    | 1re diff    | Jeannine Raylambert                               | L’enfant perdu                                              |                                                  |                                |                                                     |
| Mystère Mystère       | 3 octobre 1972     | mardi    | 1re diff    | Jean Marcillac                                    | Le tricheur                                                 |                                                  |                                |                                                     |
| L’Heure du mystère    | 10 octobre 1972    | mardi    | 1re diff    | Henri Crespi                                      | Un pigeon dans la main [Le]                                 |                                                  |                                |                                                     |
| Mystère Mystère       | 17 octobre 1972    | mardi    | 1re diff    | Pierre Billard                                    | Les termites                                                |                                                  |                                |                                                     |
| L’Heure du mystère    | 24 octobre 1972    | mardi    | 1re diff    | Jean-Pierre Ferrière                              | Trois feuilles mortes                                       |                                                  |                                |                                                     |
| Mystère Mystère       | 31 octobre 1972    | mardi    | 1re diff    | Fred Kassak                                       | Il faut mourir à point                                      |                                                  |                                |                                                     |
| Mystère Mystère       | 7 novembre 1972    | mardi    | 1re diff    | Jeannine Raylambert                               | La partie civile                                            |                                                  |                                |                                                     |
| L’Heure du mystère    | 14 novembre 1972   | mardi    | 1re diff    | Suzanne Pérel                                     | La pointe noire                                             |                                                  |                                |                                                     |
| Mystère Mystère       | 21 novembre 1972   | mardi    | 1re diff    | Louis Rognoni                                     | Le charme mystérieux des îles                               |                                                  |                                |                                                     |
| L’Heure du mystère    | 28 novembre 1972   | mardi    | 1re diff    | Jean Volmier / pseudo de Roger Ormillien          | Le silencieux                                               |                                                  |                                |                                                     |
| Mystère Mystère       | 5 décembre 1972    | mardi    | 1re diff    | Alain Bernier & Roger Maridat                     | Les demoiselles de Douarnenez                               |                                                  |                                |                                                     |
| L’Heure du mystère    | 11 décembre 1972   | mardi    | 1re diff    | Ange Bastiani                                     | Casse-tête bantou [Un]                                      |                                                  |                                |                                                     |
| Mystère Mystère       | 19 décembre 1972   | mardi    | 1re diff    | François Billetdoux                               | Un soir de demi-brume                                       |                                                  |                                | [2e version]                                        |
| L’Heure du mystère    | 26 décembre 1972   | mardi    | 1re diff    | Jean-Pierre Ferrière                              | L’amie d’Emma                                               |                                                  |                                |                                                     |
| Mystère Mystère       | 2 janvier 1973     | mardi    | 1re diff    | Louis C. Thomas                                   | Le téléphone dans la nuit                                   |                                                  |                                |                                                     |
| L’Heure du mystère    | 9 janvier 1973     | mardi    | 1re diff    | Henri Crespi                                      | À bout portant                                              |                                                  |                                |                                                     |
| Mystère Mystère       | 16 janvier 1973    | mardi    | 1re diff    | Jean Marcillac                                    | Manque de cœur                                              |                                                  |                                |                                                     |
| L’Heure du mystère    | 23 janvier 1973    | mardi    | 1re diff    | Jacques Fayet                                     | La belote                                                   |                                                  |                                |                                                     |
| L’Heure du mystère    | 30 janvier 1973    | mardi    | 1re diff    | Nicole Parrot                                     | Le théâtre dans le sang                                     |                                                  |                                | [Nicole-Marie]                                      |
| Mystère Mystère       | 6 février 1973     | mardi    | 1re diff    | Jeannine Raylambert                               | Le serpent ceinture                                         |                                                  |                                |                                                     |
| L’Heure du mystère    | 13 février 1973    | mardi    | 1re diff    | Suzanne Pérel                                     | Appelez-moi Bertrand                                        |                                                  |                                |                                                     |
| Mystère Mystère       | 20 février 1973    | mardi    | 1re diff    | Pierre Boileau & Thomas Narcejac                  | Cuisine bourgeoise                                          |                                                  |                                |                                                     |
| L’Heure du mystère    | 27 février 1973    | mardi    | 1re diff    | Jean Volmier / pseudo de Roger Ormillien          | Le passage à niveau                                         |                                                  |                                |                                                     |
| Mystère Mystère       | 6 mars 1973        | mardi    | 1re diff    | Edmond Constans                                   | Le voyage en Grèce                                          |                                                  |                                |                                                     |
| L’Heure du mystère    | 13 mars 1973       | mardi    | 1re diff    | Jean-Pierre Ferrière                              | Exécution à retardement [L’]                                |                                                  |                                |                                                     |
| Mystère Mystère       | 20 mars 1973       | mardi    | 1re diff    | Charles Maître                                    | Le paradis en miniature                                     |                                                  |                                |                                                     |
| L’Heure du mystère    | 27 mars 1973       | mardi    | 1re diff    | Henri Crespi                                      | La gueule du loup                                           |                                                  |                                |                                                     |
| Mystère Mystère       | 3 avril 1973       | mardi    | 1re diff    | Louis C. Thomas                                   | Entre le marteau et l’enclume                               |                                                  |                                |                                                     |
| L’Heure du mystère    | 10 avril 1973      | mardi    | 1re diff    | Suzanne Pérel                                     | Le monde étrange de madame Alberte                          |                                                  |                                |                                                     |
| Mystère Mystère       | 17 avril 1973      | mardi    | 1re diff    | Jeannine Raylambert                               | La mort de l’autre                                          |                                                  |                                |                                                     |
| L’Heure du mystère    | 24 avril 1973      | mardi    | 1re diff    | Jean-Pierre Ferrière                              | Morte en beauté                                             |                                                  |                                |                                                     |
| Mystère Mystère       | 1er mai 1973       | mardi    | 1re diff    | Roger Richard                                     | Présent pour lui                                            |                                                  |                                |                                                     |
| L’Heure du mystère    | 8 mai 1973         | mardi    | 1re diff    | Georges Vittel / pseudo de Georges-Claude Perrier | Meurtre sans garantie                                       |                                                  |                                |                                                     |
| Mystère Mystère       | 15 mai 1973        | mardi    | 1re diff    | Charles Maître                                    | Sortie de secours                                           |                                                  |                                |                                                     |
| L’Heure du mystère    | 22 mai 1973        | mardi    | 1re diff    | Henri Crespi                                      | La maison où personne ne va                                 |                                                  |                                |                                                     |
| L’Heure du mystère    | 29 mai 1973        | mardi    | 1re diff    | Georges Vittel / pseudo de Georges-Claude Perrier | Safari conjugal                                             |                                                  |                                |                                                     |
| Mystère Mystère       | 5 juin 1973        | mardi    | 1re diff    | Jeannine Raylambert                               | L’avenir n’est à personne                                   |                                                  |                                |                                                     |
| L’Heure du mystère    | 12 juin 1973       | mardi    | 1re diff    | Jean Volmier / pseudo de Roger Ormillien          | Le disparu du Napoléon                                      |                                                  |                                |                                                     |
| Mystère Mystère       | 19 juin 1973       | mardi    | 1re diff    | Fred Kassak                                       | Une de perdue…                                              |                                                  |                                |                                                     |
| L’Heure du mystère    | 26 juin 1973       | mardi    | 1re diff    | Jean-Pierre Ferrière                              | Par personne interposée                                     |                                                  |                                |                                                     |
| Mystère Mystère       | 3 juillet 1973     | mardi    | 1re diff    | Pierre Frachet                                    | La méditation d’Héloïse                                     |                                                  |                                |                                                     |
| L’Heure du mystère    | 10 juillet 1973    | mardi    | 1re diff    | Jacques Fayet                                     | thé] dans un vase de cristal [la]                           |                                                  |                                |                                                     |
| Les mystères de l’été | 7 août 1973        | mardi    | 1re diff    | Charles Maître                                    | La tête en feu                                              |                                                  |                                |                                                     |
| Les mystères de l’été | 14 août 1973       | mardi    | 1re diff    | Alain Franck / alias Franck Legris                | La maison du docteur                                        |                                                  |                                | [2e ?]                                              |
| Les mystères de l’été | 21 août 1973       | mardi    | 1re diff    | Jeannine Raylambert                               | Après trois ans d’absence                                   |                                                  |                                |                                                     |
| Les mystères de l’été | 28 août 1973       | mardi    | 1re diff    | Georges-Gabriel Bomier / alias Georges Villemier  | Le beau rôle                                                |                                                  |                                | [2e version]                                        |
| Les mystères de l’été | 4 septembre 1973   | mardi    | 1re diff    | Rodolphe-Maurice Arlaud                           | En accompagnant Marie-Thérèse                               |                                                  |                                |                                                     |
| Les mystères de l’été | 11 septembre 1973  | mardi    | 1re diff    | Pierre Frachet                                    | L’avant-dernier sommeil                                     |                                                  |                                |                                                     |
| Mystère Mystère       | 18 septembre 1973  | mardi    | 1re diff    | Jean Marcillac                                    | Mauvaise conduite [La]                                      |                                                  |                                | [3e version]                                        |
| L’Heure du mystère    | 25 septembre 1973  | mardi    | 1re diff    | Nicole Parrot                                     | Fausse manœuvre                                             |                                                  |                                | [Nicole-Marie]                                      |
| Mystère Mystère       | 2 octobre 1973     | mardi    | 1re diff    | Charles Maître                                    | La grenouille                                               |                                                  |                                |                                                     |
| L’Heure du mystère    | 9 octobre 1973     | mardi    | 1re diff    | Georges Vittel / pseudo de Georges-Claude Perrier | Accidentellement vôtre                                      |                                                  |                                |                                                     |
| Mystère Mystère       | 16 octobre 1973    | mardi    | 1re diff    | Louis C. Thomas                                   | Abus de confiance                                           |                                                  |                                |                                                     |
| L’Heure du mystère    | 23 octobre 1973    | mardi    | 1re diff    | Suzanne Pérel                                     | Le thé des demoiselles                                      |                                                  |                                |                                                     |
| Mystère Mystère       | 30 octobre 1973    | mardi    | 1re diff    | Jeannine Raylambert                               | Levez la main droite                                        |                                                  |                                |                                                     |
| L’Heure du mystère    | 13 novembre 1973   | mardi    | 1re diff    | Pierre Royer                                      | Jeu de dame[s]                                              |                                                  |                                |                                                     |
| Mystère Mystère       | 20 novembre 1973   | mardi    | 1re diff    | Fred Kassak                                       | La puce                                                     |                                                  |                                | [2e version]                                        |
| L’Heure du mystère    | 27 novembre 1973   | mardi    | 1re diff    | Henri Crespi                                      | Au bout du rouleau                                          |                                                  |                                |                                                     |
| Mystère Mystère       | 4 décembre 1973    | mardi    | 1re diff    | Roger-Francis Didelot                             | Au pied du mur                                              |                                                  |                                | [2e version]                                        |
| L’Heure du mystère    | 11 décembre 1973   | mardi    | 1re diff    | Jean Volmier / pseudo de Roger Ormillien          | Quatre balles pour le comptable                             |                                                  |                                |                                                     |
| Mystère Mystère       | 18 décembre 1973   | mardi    | 1re diff    | Charles Maître                                    | Les choses en ordre                                         |                                                  |                                |                                                     |
| L’Heure du mystère    | 25 décembre 1973   | mardi    | 1re diff    | Georges Vittel / pseudo de Georges-Claude Perrier | Tour de piste                                               |                                                  |                                |                                                     |
| Mystère Mystère       | 1er janvier 1974   | mardi    | 1re diff    | Jeannine Raylambert                               | La boule de neige                                           |                                                  |                                |                                                     |
| L’Heure du mystère    | 8 janvier 1974     | mardi    | 1re diff    | Jean-Pierre Ferrière                              | En cas de réclamation                                       |                                                  |                                |                                                     |
| Mystère Mystère       | 15 janvier 1974    | mardi    | 1re diff    | Louis C. Thomas                                   | Le trou de mémoire                                          |                                                  |                                |                                                     |
| L’Heure du mystère    | 22 janvier 1974    | mardi    | 1re diff    | Jack Jaquine                                      | Prémonition                                                 |                                                  |                                | [Jacques]                                           |
| L’Heure du mystère    | 29 janvier 1974    | mardi    | 1re diff    | Jean-Pierre Ferrière                              | Plage privée                                                |                                                  |                                |                                                     |
| Mystère Mystère       | 5 février 1974     | mardi    | 1re diff    | Rodolphe-Maurice Arlaud                           | La peau de salaud                                           |                                                  |                                |                                                     |
| L’Heure du mystère    | 12 février 1974    | mardi    | 1re diff    | Georges Vittel / pseudo de Georges-Claude Perrier | Trois coups pour rien                                       |                                                  |                                |                                                     |
| Mystère Mystère       | 19 février 1974    | mardi    | 1re diff    | Fred Kassak                                       | Le secret des dieux                                         |                                                  |                                |                                                     |
| L’Heure du mystère    | 26 février 1974    | mardi    | 1re diff    | Suzanne Pérel                                     | Péril en la demeure                                         |                                                  |                                |                                                     |
| Mystère Mystère       | 5 mars 1974        | mardi    | 1re diff    | Louis C. Thomas                                   | La monnaie de sa pièce                                      |                                                  |                                |                                                     |
| L’Heure du mystère    | 12 mars 1974       | mardi    | 1re diff    | Jacques Fayet                                     | Madame Pauline n’a pas d’épines                             |                                                  |                                |                                                     |
| Mystère Mystère       | 19 mars 1974       | mardi    | 1re diff    | Charles Maître                                    | Table rase                                                  |                                                  |                                |                                                     |
| L’Heure du mystère    | 26 mars 1974       | mardi    | 1re diff    | Jean-Pierre Ferrière                              | Dernières volontés                                          |                                                  |                                |                                                     |
| Mystère Mystère       | 2 avril 1974       | mardi    | 1re diff    | Louis Rognoni                                     | Ces gens-là                                                 |                                                  |                                |                                                     |
| L’Heure du mystère    | 9 avril 1974       | mardi    | 1re diff    | Suzanne Pérel                                     | Le carrefour de l’arbre mort                                |                                                  |                                |                                                     |
| Mystère Mystère       | 16 avril 1974      | mardi    | 1re diff    | Jeannine Raylambert                               | La mort de près                                             |                                                  |                                |                                                     |
| L’Heure du mystère    | 23 avril 1974      | mardi    | 1re diff    | Jean-Jacques Steen                                | La main noire                                               |                                                  |                                |                                                     |
| Mystère Mystère       | 30 avril 1974      | mardi    | 1re diff    | Pierre Billard                                    | Le retour d’Afrique                                         |                                                  |                                |                                                     |
| Mystère Mystère       | 7 mai 1974         | mardi    | 1re diff    | Fred Kassak                                       | Le métier dans le sang                                      |                                                  |                                | [2e ?]                                              |
| L’Heure du mystère    | 14 mai 1974        | mardi    | 1re diff    | Georges Vittel / pseudo de Georges-Claude Perrier | Le bain de la mort                                          |                                                  |                                |                                                     |
| Mystère Mystère       | 21 mai 1974        | mardi    | 1re diff    | Louis C. Thomas                                   | Le mauvais pas                                              |                                                  |                                |                                                     |
| L’Heure du mystère    | 28 mai 1974        | mardi    | 1re diff    | Henri Crespi                                      | Onze heures au buffet de la gare                            |                                                  |                                |                                                     |
| L’Heure du mystère    | 11 juin 1974       | mardi    |             | ▼                                                 | ▼                                                           |                                                  |                                |                                                     |
| Mystère Mystère       | 2 juillet 1974     | mardi    | 1re diff    | Charles Maître                                    | Le goût de l’imprévu                                        |                                                  |                                |                                                     |
| L’Heure du mystère    | 9 juillet 1974     | mardi    | 1re diff    | Nicole Parrot                                     | Boomerang                                                   |                                                  |                                | [Nicole-Marie]                                      |
| Les mystères de l’été | 16 juillet 1974    | mardi    | 1re diff    | Louis Rognoni                                     | Le premier pas qui coûte                                    |                                                  |                                |                                                     |
| Mystère Mystère       | 23 juillet 1974    | mardi    | 1re diff    | Fred Kassak                                       | Ce sacré Léo                                                |                                                  |                                |                                                     |
| Les mystères de l’été | 30 juillet 1974    | mardi    | 1re diff    | Jeannine Raylambert                               | In-extremis                                                 |                                                  |                                | [2e ?]                                              |
| Les mystères de l’été | 6 août 1974        | mardi    | 1re diff    | Pierre Frachet                                    | Ça ne sortira pas de la famille                             |                                                  |                                |                                                     |
| Les mystères de l’été | 13 août 1974       | mardi    | 1re diff    | Rodolphe-Maurice Arlaud                           | Instance en divorce                                         |                                                  |                                |                                                     |
| L’Heure du mystère    | 20 août 1974       | mardi    | 1re diff    | Jack Jaquine                                      | Un froissement de soie                                      |                                                  |                                | [programmé le 11 06 ?]                              |
| Mystère Mystère       | 2 septembre 1974   | lundi    | 1re diff    | Charles Maître                                    | Un châtiment trop doux                                      |                                                  |                                | [programmé le 18 06 ?]                              |
| Mystère Mystère       | 20 septembre 1974  | vendredi | 1re diff    | Jeannine Raylambert                               | Une question de justice                                     |                                                  |                                |                                                     |
| L’Heure du mystère    | date indéterminée  |          | 1re diff    | Georges Vittel / pseudo de Georges-Claude Perrier | Jeux d’échecs                                               |                                                  |                                |                                                     |
| L’Heure du mystère    | date indéterminée  |          | 1re diff    |                                                   | Le crime de Madame Belin                                    |                                                  |                                | [la dramatique de minuit ?]                         |
| L’Heure du mystère    | date indéterminée  |          | 1re diff    | Micheline Dupré-Wawer                             | Sentiers de grande randonnée                                |                                                  |                                | [la dramatique de minuit ?]                         |